# Pleugriffet
 Pleugriffet  (en bretón Ploueg-Grifed) es una población y comuna francesa, situada en la región de Bretaña, departamento de Morbihan, en el distrito de Pontivy y cantón de Rohan.

## Demografía
| 1589 | 1528 | 1358 | 1198 | 1105 | 1124 |
| Para los censos de 1962 a 1999 la población legal corresponde a la población sin duplicidades (Fuente: INSEE [Consultar]) |      |      |      |      |      |